# Port Clarence (Stany Zjednoczone)
Port Clarence – jednostka osadnicza w Stanach Zjednoczonych, w stanie Alaska, w okręgu Nome.